# Max Baucus

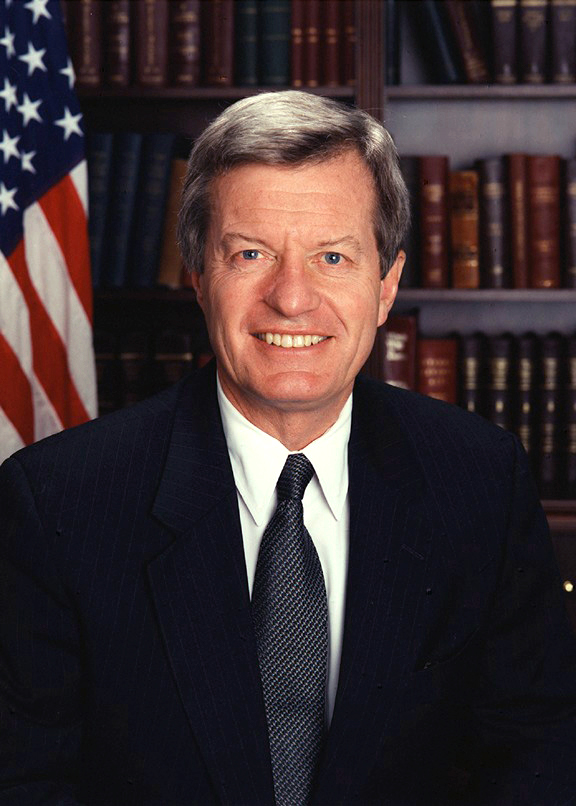
Max Baucus

Max Sieben Baucus (* 11. Dezember 1941 in Helena, Montana) ist ein amerikanischer Politiker der Demokratischen Partei. Von 1978 bis 2014 vertrat er den Bundesstaat Montana im US-Senat und war dort Vorsitzender des Finanzausschusses (ab 2007) und des Joint Committee on Taxation (ab 2009). Vom 6. Februar 2014 bis zum 20. Januar 2017 war Baucus Botschafter der Vereinigten Staaten in der Volksrepublik China.

## Familie, Ausbildung und Beruf
Baucus wuchs in der Nähe von Helena auf der Farm der Familie Sieben auf. Er schloss das Studium an der Stanford University mit einem Abschluss in Rechtswissenschaft ab. Nach kurzer Tätigkeit als Anwalt in Washington und Missoula erkannte er, wie er im Rückblick schilderte, bei einer Weltreise am Kongo, dass die Welt kleiner und die Ressourcen knapper wurden – und entschied sich für den Dienst an der Öffentlichkeit.
Baucus lebt heute mit seiner Frau Melodee Hanes bei Bozeman.

## Politische Laufbahn
Nach seiner Rückkehr in den Heimatstaat diente Baucus ab 1971 als executive director der Verfassunggebenden Versammlung Montanas, die 1972 ein neues Verfassungsdokument beschloss. 1973 wurde Baucus Abgeordneter im Repräsentantenhaus von Montana. Ein Jahr später, 1974, kandidierte er für das US-Repräsentantenhaus, dem er nach dem Sieg über den republikanischen Amtsinhaber Richard G. Shoup ab dem 3. Januar 1975 angehörte.
Im November 1978 gewann Max Baucus die Wahl zum US-Senator mit einem Stimmenanteil von 55,6 Prozent gegen den Republikaner Larry Williams. In der Vorwahl seiner Partei hatte er sich gegen Paul G. Hatfield durchgesetzt, der nach dem Tod des Senators Lee Metcalf am 12. Januar 1978 zu dessen Nachfolger ernannt worden war. Baucus hätte sein Mandat regulär am 3. Januar 1979 angetreten, nahm es nach dem vorzeitigen Rücktritt Paul Hatfields am 12. Dezember 1978 jedoch bereits früher wahr. Seitdem repräsentierte Baucus durchgehend seinen Staat im Senat; zuletzt wurde er 2008 wiedergewählt, wobei er gegen den Republikaner Bob Kelleher auf 73 Prozent der Stimmen kam. Baucus war zuletzt der dienstältere Amtskollege des ebenfalls für Montana im Senat sitzenden Jon Tester. Bacus hatte als zeitweiliger Vorsitzender des Finanzausschusses großen Einfluss auf die amerikanische Politik.
Am 6. Februar 2014 wurde Baucus zum Botschafter in Peking ernannt. Als seinen Nachfolger im Senat berief Montanas demokratischer Gouverneur Steve Bullock den bisherigen Vizegouverneur des Staates, John Walsh, der zuvor bereits erklärt hatte, sich bei der regulären Wahl im November 2014 um das Mandat des nicht mehr kandidierenden Baucus bewerben zu wollen. Wie alle amtierenden Botschafter wurde Baucus vom gerade ins Amt gekommenen US-Präsidenten Donald Trump am 20. Januar 2017 mit sofortiger Wirkung entlassen. Baucus kehrte nach Montana zurück und lebt dort im Ruhestand.

## Positionen
Baucus galt während seiner Senatszeit als Zentrist mit großem Einfluss, der den linken Flügel seiner Partei immer wieder bremste. So war er 2009/10 einer der Hauptarchitekten der Gesundheitsreform Obamacare und sorgte dafür, dass sie eher inkrementelle Reformen als Strukturveränderungen brachte. Bei einer Veranstaltung im September 2017 überraschte Baucus damit, dass er sich für eine allgemeine staatliche Krankenversicherung (Single-payer) aussprach – die Zeit sei damals noch nicht reif dafür gewesen. Beobachter sehen diese Aussage als Ausweis der Verschiebung der amerikanischen Diskussion um die Gesundheitspolitik insbesondere innerhalb der demokratischen Partei.
Baucus verteidigte im Rückblick 2017 die jahrelange Praxis der Verteilung von Subventionen („earmarks“) durch den Kongress in alle Teile des Landes – diese seien zu 90 Prozent sinnvoll gewesen und hätten die Politik zusammengehalten; deren weitgehende Abschaffung in den letzten Jahren sei auf den Druck der Medien zurückzuführen. Er beklagte das Verschwinden der sozialen Interaktion im Senat über Parteigrenzen hinweg und die explodierenden Kosten für Wahlkämpfe.